# Холадей
Холадей (на английски: Holladay) е град в окръг Солт Лейк, щата Юта, САЩ. Холадей е с население от 25 527 жители (2000) и обща площ от 13,8 km². Намира се на 1361 m надморска височина. ЗИП кодът му е 84117, 84121, 84124, а телефонният му код е 385, 801.